# Arnaud de Borchgrave
Arnaud Charles Paul Marie Philippe de Borchgrave (Bruxelles, 26 octobre 1926 - Washington, 15 février 2015) était un journaliste belgo-américain spécialisé dans la politique internationale. Après une longue carrière au sein du magazine d'information Newsweek, couvrant 17 guerres en 30 ans en tant que correspondant à l'étranger, il a occupé des postes clés de rédaction et de direction au Washington Times et à United Press International. Borchgrave était également un membre fondateur de Newsmax Media.

## Biographie
Borchgrave est né à Bruxelles dans la famille de Borchgrave d'Altena. Il était le fils du comte belge Baudouin de Borchgrave d'Altena (1898-1993), plus tard chef du renseignement militaire du gouvernement belge en exil pendant la Seconde Guerre mondiale, et de son épouse britannique Audrey Dorothy Louise Townshend (1900-1987). Sa grand-mère paternelle, Madeleine du Passage (1870-1940), est la fille du sculpteur, le comte français Arthur du Passage.
Sa mère était la fille du major général britannique Sir Charles Townshend et de son épouse française, Alice Cahen d'Anvers, qui a été peinte aux côtés de sa sœur dans Rose et bleu de Renoir. Son arrière-grand-père maternel était le comte Louis Cahen d'Anvers, un éminent banquier français.
Il était aussi un descendant de George Townshend, 1er marquis Townshend, par l'intermédiaire de son deuxième fils, Lord John Townshend.
Sa soeur, Marina de Borchgrave d'Altena, épousa Charles Rankin, puis sir Richard Bayliss, physicien, chef du Medical household.
Borchgrave a fait ses études en Belgique, puis à partir de 1940 à King's Canterbury et aux États-Unis.
Alors que la Belgique tombait sous l'invasion allemande, lui, sa mère et sa sœur s'enfuirent de Bordeaux le 19 juin 1940 à bord d'un cargo, étant secourus par un destroyer britannique après que le capitaine du cargo eut tenté de se dérouter vers Hambourg. Il sert ensuite dans la Royal Navy britannique (1942-1946), dès l'âge de 15 ans, après s'être enfui de chez lui, convainquant sa grand-mère de l'aider à falsifier son âge afin qu'il puisse s'enrôler.
Le 6 juin 1944, il n'est âgé que de 17 ans quand il participe, sous l'uniforme de la Royal Navy, au débarquement allié, sur la plage normande de Juno Beach et y est blessé.
Il a reçu la Médaille Maritime de la Belgique.

### Carrière à Newsweek
En 1947, Borchgrave est nommé directeur du bureau de Bruxelles d'United Press, où il succède à Walter Cronkite, et en 1950, il devient chef du bureau de Newsweek à Paris, où il recrute Ben Bradlee, puis correspondant en chef. En 1953, il est nommé rédacteur en chef du magazine Newsweek et le restera durant vingt-cinq ans.
Ses fonctions à Paris l'amènent à séjourner fréquemment en France et à réaliser des interviews de personnalités politiques en lien avec la France.
Osborn Elliott, ancien rédacteur en chef de Newsweek, a déclaré un jour : 
"De Borchgrave a joué un rôle dans les affaires mondiales inconnu d’aucun autre journaliste. Il a pu exploiter la pensée de nombreux dirigeants mondiaux... malgré son intimité avec les principaux décideurs politiques, il ne s'est jamais aligné sur l'une ou l'autre des parties en conflit... Arnaud de Borchgrave a apporté une contribution significative à la paix et à la compréhension mondiales".
En tant que correspondant de Newsweek, Borchgrave a obtenu plusieurs entretiens avec des dirigeants mondiaux. En 1969, il interviewe le président égyptien Gamal Abdel Nasser et le premier ministre israélien Levi Eshkol. En 1971, il interviewe le président égyptien Anouar el Sadate et la première ministre israélienne Golda Meir. En octobre 1972, pendant la guerre du Vietnam, il obtient son entretien le plus célèbre, se rendant à Hanoï pour s'entretenir avec le Premier ministre et membre du Politburo Pham Van Dong du Nord-Vietnam. Dans cette interview, Dong a décrit une disposition d'un projet d'accord de paix comme une « coalition de transition », ce qui a fait craindre au Sud-Vietnam que l'accord impliquait un gouvernement de coalition et ait pu jouer un rôle dans le rejet de l'accord par le Sud-Vietnam.

### Après Newsweek
Nommé rédacteur en chef du Washington Times le 20 mars 1985, Borchgrave a également occupé à la fin des années de 1991 à 2001 le poste de PDG d'une United Press International, en forte diminution. Dans ce rôle, Borchgrave a orchestré la sortie de l'UPI de son dernier créneau médiatique majeur, le secteur de l'information audiovisuelle que United Press avait lancé dans les années 1930. Il a soutenu que « ce qui était un brillant travail de pionnier de la part de l'UPI avant la Seconde Guerre mondiale, avec les informations radiophoniques, est maintenant une quantité statique et, en ce qui me concerne, ne correspond certainement pas à mes projets pour l'avenir. " Il a cherché à réorienter les ressources en diminution de l'UPI vers la fourniture de services de newsletter sur Internet, en se concentrant davantage sur les spécialités techniques et diplomatiques que sur l'actualité générale. L'UPI croupion a ainsi vendu sa liste de clients de son réseau radio et de ses fils de diffusion, toujours importants, à son ancien rival, l'AP.
Borchgrave a joué un rôle clé dans la vente de l'UPI, encore plus réduit, à News World Communications, la société internationale de médias d'information fondée en 1976 par le leader de l'Église de l'Unification, Sun Myung Moon, qui était également le fondateur du Washington Times pour lequel Borchgrave avait travaillé plus tôt.
Après son mandat de PDG à l'UPI, Borchgrave est devenu « rédacteur en chef » du Washington Times et de l'UPI, écrivant des chroniques régulières publiées par l'un ou les deux et conservant des associations avec les deux médias de l'Église de l'Unification. 
Il a également été directeur de projet pour les menaces transnationales (TNT) et conseiller principal du Centre d'études stratégiques et internationales (CSIS). Il y dirigea le projet sur le crime organisé mondial et, après le 11 septembre 2001, le projet sur les menaces transnationales.
Il a contribué à The Globalist, un magazine quotidien en ligne.
Selon les « Flashbacks » de Morley Safer, Borchgrave a témoigné devant la sous-commission du sénateur Jeremiah Denton en 1981 que Pham Xuan An, un employé du Time et espion du Viet Cong basé à Saigon, « était un agent dont la mission était de désinformer la presse occidentale ». An a nié à Safer avoir semé de la désinformation, affirmant que ses patrons du Viet Cong pensaient que ce serait trop évident et qu'ils préféraient qu'il leur fournisse des informations à la place.
Borchgrave était un membre fondateur de Newsmax Media, chaine à laquelle il collaborait encore à l'âge de 88 ans, quelques jours avant sa mort.
Il appartenait également à la Foreign Policy Association, apparaissant occasionnellement comme panéliste dans leurs vidéos et événements.
Arnaud de Borchgrave a interviewé de nombreux chefs d'État, chefs de gouvernement, monarques et personnalités clés du monde, y compris son plus célèbre lorsque lui et le consultant international de l'UPI, Ammar Turabi, ont interviewé le mollah Omar trois mois avant le 11 septembre.
Cette interview, menée en Afghanistan alors qu'il avait 75 ans, a offert un aperçu important aux décideurs et aux décideurs politiques du monde entier et a été publiée à plusieurs reprises dans différents médias imprimés depuis 2001. UPI la considère comme l'une de ses meilleures réalisations et l'a incluse dans ses 100 ans d'excellence. Il s'agit de la seule interview réalisée et publiée avec le mollah Omar.

### Publications

#### Romans
- (avec Robert Moss) L'Iceberg, 1980, Paris, Jean-Claude Lattès, 394 pages (titre en anglais : The Spike ; titre en allemand : Die Falschmelder ; titre en espagnol : El Pincho ; titre en italien : Dietro le quinte) ;
- (avec Robert Moss) La Sape, 1983, Paris, Jean-Claude Lattès, 349 pages (titre en anglais et en italien : Monimbo ; titre en allemand : Countdown in Miami ; titre en espagnol : Cita en Nicaragua ; titre en japonais : Supaiku)

#### Collaboration à des publications duCSIS
- The Nuclear Black Market : Global Organized Crime Project, 1996, 49 pages ;
- Russian Organized Crime : Global Organized Crime Project, 1997, 104 pages ;
- Wild Atom : Nuclear Terrorism, Global Organized Crime Project, 1998, 57 pages ;
- Cybercrime, Cyberterrorism, Cyberwarfare : Averting an Electronic Waterloo, 1998, 96 pages ;
- Russian Organized Crime and Corruption, 2000, 92 pages ;
- Cyber Threats and Information Security : Meeting the 21st Century Challenge, 2001, 57 pages ;
- Open Source Information : The Missing dimension of Intelligence, 2006, 26 pages ;
- Force Multiplier for Intelligence : Collaborative Open Source Networks, 2007, 84 pages ;
- Conflict, Community and Criminality in Southeast Asia and Australia : Assessments from the Field, 2009, 94 pages ;
- The Power of Outreach : Leveraging Expertise on Threats in Southeast Asia, 2009, 100 pages ;
- FATA - A Most Dangerous Place, Meeting the Challenge of Militancy and Terror in the Federally Administered Tribal Areas in Pakistan, 2009, 56 pages.

## Vie personnelle
Borchgrave a été marié à trois reprises :
1. en 1950 (mariage dissous en 1959) avec Dorothy Solon, collaboratrice du secrétaire d'état américain au Trésor Douglas Dillon, chairman au Metropolitan Musem of Art (Boston, 3 mars 1916 - Boston, 6 janvier 1982)[11]
2. en 1959 (mariage dissous en 1969) avec Eileen Ritschel (New-York, 17 avril 1929 - Washington DC, ...02.2003)
3. en 1969 avec Alexandra Villard[12], photographe de presse[13], fille de l'ambassadeur et auteur Henry Serrano Villard. Elle est également un auteur publié, notamment d'une biographie de son arrière-grand-père, le magnat des chemins de fer Henry Villard.

Du premier mariage est issu un fils :
- Arnaud de Borchgrave d'Altena (Boston, 30 décembre 1951 - Belmont, Massachusetts, 1er août 2011)[14] ;

Du deuxième mariage est issue une fille :
- Patricia, dite Trisha de Borchgrave d'Altena[15], écrivain, artiste[16], mariée avec sir Robin Niblett[17], directeur jusqu'en 2022 de Chatham House [18].

Borchgrave est décédé d'un cancer à Washington, D.C. à l'âge de 88 ans. Il était membre du Metropolitan Club de Washington D.C.

## Distinctions
- Commandeur de l'ordre de Léopold II (Belgique, 1990) ;
- commandeur de l'ordre du Ouissam alaouite (Maroc, 2000)[21]
- Commandeur de l'ordre de la Couronne (Belgique, 2008)[22]
- chevalier de la Légion d'honneur (France), décoration remise en juillet 2014 à l'Ambassade de France à Washington par l'ambassadeur François Delattre[23].